# Transnet Freight Rail
Transnet Freight Rail este o companie din Africa de Sud de transport de marfă, cunoscut anterior ca "Spoornet".  Este o filială a Transnet, compania mare de stat în Africa de Sud pentru transportul feroviar, porturile și conductele sunt responsabili. Sediul central se află în Inyanda House in Parktown, Johannesburg stabilit.
Transnet este la 1 aprilie 1990, o societate cu răspundere limitată stabilită. Cea mai mare parte din acțiunile companiei sunt deținute de către Departamentul de Întreprinderile Publice Deține. Compania a fost fondată după unități comerciale și operațiunile din Africa de Sud Căilor Ferate și a Porturilor (SAR&H), precum și alte activități și produse sunt restructurate.